# Ábel a rengetegben (regény)
Az Ábel a rengetegben Tamási Áron 1932-ben megjelent regénye, az Ábel-trilógia első kötete. A regényciklust eredetileg a Brassói Lapok című újság adta le kétszáznál is több részletben. A trilógia első részét 1932-ben közölte a lap, a másodikat 1933-ban (akkor még Ábel a társadalomban címmel), az utolsót pedig 1934 szeptemberétől 1935 januárjáig bezárólag. Könyvként 1932-ben jelent meg, Kolozsvárott, az Erdélyi Szépmíves Céh kiadásában, Kós Károly tervei szerint, Bánffy Miklós tollrajzaival.
A regény két folytatása, az Ábel az országban 1933-ban jelent meg (1935-ben pedig Buday György fametszeteivel), és az Ábel Amerikában 1934 végén. A trilógia önálló egységként 1937-ben jelent meg, a budapesti Révai Irodalmi Intézet adta ki egy kötetben, Ábel néven, az országos könyvnapok megrendezése alkalmából. Azóta használatos a trilógia összefogó neveként az Ábel név.
A regényt a II. világháború idején Kolozsvárott menedéket kapott Adam Bahdaj és Kazimiera Iłłakowiczówna fordította lengyel nyelvre.

## Történet
|  | Alább a cselekmény részletei következnek! |

Szakállas Ábel tizenöt éves székely fiú, aki az első világháború után elszakadt Erdélyben, Csíkcsicsón lakik. Édesapja elszegődteti erdőpásztornak a Hargitára. Az a feladata, hogy őrizze a kivágott fát, és ha vásárlók jönnek, akkor fizetés ellenében számlát állítson ki nekik.
A fiú talált kutyájával, két tyúkkal, egy kecskével és egy macskával tölti mindennapjait, míg egyik erdei sétája alkalmával puskákat és fekete, nagy vaskörtéket talál. Az egyik vaskörte alá tüzet rak, majd a hatalmas robbanás után visszatérve a helyszínre hatalmas pusztítást lát. Ábel örül ennek, mivel szerződése szerint a (viharban) kidőlt fákat eladhatja, és az értük kapott pénzt megtarthatja.
Egy Fuszulán nevű román kereskedő becsapja, majd Ábel leleplezvén a csalást, a társaság igazgatójával elfogja. Mivel a csaló elmenekül, kirendelnek a fiú mellé egy marcona román csendőrt, Surgyélánt.
Ketten töltik a telet a hótól elzárt házban, egyik nap a csendőr egy sassal tér haza, ami megöli a macskát és a kutya fél szemét is kivájja. A sast végül megsütik és megeszik, de az emészthetetlen húsától Ábel hosszú időre ágynak esik. Míg az otthonról kapott elemózsiát eszegeti, addig a román csendőr megeszi a kecskét és elviszi a puskáját, amiben benne volt ezer lej, amit a fölösleges fából szerzett saját magának.
Surgyélán később összeáll Fuszulánnal, és akkor térnek vissza az erdei házba, mikor Ábel édesapja is ott tartózkodik, mert meghozta a rossz hírt, hogy a fiú szeretett édesanyja meghalt. Az öreg lerészegedett, és fogást keresett a két gonosztevőn. Ábel nagy nehezen megmenti apját a verekedéstől, és ezzel saját életüket is.
Ábel összebarátkozik a közeli papokkal, akiknek egyik legfiatalabb növendékét, Márkust különösen a szívébe zárja. Ez a tüdőbeteg fiú végül is felköltözik Ábelhez Hargitára, hogy ott gyógyuljon. A két fiatalt felkeresi Surgyélán és Fuszulán, majd az ifjú szerzetes elmondott beszédének hatására önként jelentkeznek a csendőrségen.
Márkus végül  belehal a betegségébe, és a Hargitán eltemetik. A temetés után Ábel elmegy a megbízó bankjába, hogy leadja a Hargitai ház kulcsait, és végleg felmondjon. Befejezi az erdőpásztori munkát, visszatér falujába, ahol meglátogatja édesanyja sírját, és ott megfogadja, hogy egész életében a szegények és az elnyomottak szószólója lesz.
|  | Itt a vége a cselekmény részletezésének! |

## Szereplők
- Szakállas Ábel (főszereplő)
- Szakállas Gergely, Ábel édesapja
- Ábel édesanyja
- Dávid Pali bácsi
- főbarát, a csíksomlyói páter gvárgyián
- Márkus, fiatal barát
- Furtunát, barát
- bankigazgató
- a bank szeplős pénztárosa
- Fuszulán, román kereskedő, rabló
- Surgyélán, csendőr majd rabló
- Bolha, Ábel kutyája
- Ábel macskája
- Sas